# Agudus forficatus
Agudus forficatus är en insektsart som beskrevs av Cheng 1980. Agudus forficatus ingår i släktet Agudus och familjen dvärgstritar. Inga underarter finns listade i Catalogue of Life.